# П.И.Ф.
„П.И.Ф.“ е българска рок група, създадена във Варна и прехвърлила се в София.

## История
Групата е създадена от Димо Стоянов и Иван Велков във Варна под името Resemblence през 1992 г. В този период музиката ѝ е на английски език и основните ѝ изяви са в Унгария. От 1999 г. е в София под името P.I.F. (Patriots In Fashion), като към музикантите се присъединяват Емилиян Бонев, Желяз Желязов и Любомир Петков.
През 2000 г. издават дебютния си албум П.И.Ф., който се радва на голяма популярност и съдържа някои от най-известните им песни: Приказка, Колело и Пътуване. Този албум им носи и наградата на MM за албум на годината.
Албумът им Pictures In Frames е издаден през 2002 г. Музикантите се оттеглят във вила в Рила за няколко седмици, за да запишат албума, като с това обясняват специфичното му звучене. Албумът е създаден в труден за групата период (Димо има лични проблеми, а Любо напуска групата). Записана е и песента Обърквация, която обаче не е включена в албума.
През 2006 г. се появява и албумът Passion In Fact, който е предоставен за свободно сваляне от официалния ѝ сайт.
През 2010 г. музикантите от П.И.Ф. (с изключение на Димо) се включват в проекта V.O.XX на Дичо от Д2.
Четвъртият ѝ албум се казва P.I.F.4 и излиза през 2013 г.. Обложката му е съставена от 1000 снимки на фенове. В този период към групата се присъединяват Юрий Божинов и Мартин Профиров.
През 2015 г. издава петия си албум P.I.F.5. Преди издаването му групата предизвиква феновете да напишат песен и да заснемат клип.
На 21 декември 2020 г. Димо Стоянов, съосновател и водещ вокал на групата, умира на 45-годишна възраст.
През септември 2021 г. излиза книгата "Приказката P.I.F.", разказваща историята на групата. Тя е започната преди смъртта на Димо и включва негови авторски разкази по темата. Това е втората книга от поредицата Scribens Acoustics с музикални биографии на значими български групи на издателство Scribens.

## Наименование
Когато групата се мести в София, музикантите успяват да си уредят прослушване, за да свирят в Swingin' Hall – сред най-популярните тогавашни клубове. Собственикът ги харесва, но настоява да сменят името 'Resemblance', което му звучало прекалено дълго и сложно, с нещо по-кратко и просто. Същата вечер, Димо Стоянов и Павлин Бъчваров (тогава пианист на групата) се хващат да измислят новото име. Сещат се за популярното тогава списание Pif и името им допада, но решават да разделят буквите с точки, за да се различава.
По време на интервю на музикантите журналистката ги пита за значението на името на групата. Тъй като нямат готов отговор, тогавашният барабанист на групата Валери Цанков импровизирано отговаря с "Patriots in Fashion". Наименуването на албумите с различни варианти на абревиатурата 'P.I.F,' става тяхна традиция, но в корените си тя не носи някакъв конкретен смисъл.
Доста по-късно групата разбира, че в Англия 'piff' е жаргонна дума, която означава „готин“.

## Дискография
| Година | Заглавие                                     |
| ------ | -------------------------------------------- |
| 2000   | П.И.Ф                                        |
| 2002   | Pictures In Frames                           |
| 2006   | Passion In Fact                              |
| 2013   | P.I.F.4                                      |
| 2015   | P.I.F.5                                      |
| 2021   | The Best (най-доброто от P.I.F.) 2CD         |
| 2021   | P.I.F.6                                      |
| 2021   | Resemblance - Backstage Dreamer (04.05.2021) |
| 2024   | Обезумели (21.02.2024) Single                |

## Членове
Настоящи членове на групата са:
- Иван Велков – китара
- Христо Михалков - бас
- Мартин Профиров – барабани

Бивши членове на групата са:
- Христо Христов – китара
- Юрий Божинов – бас
- Виктор Стамболов – китара
- Димо Стоянов – вокал, китара, терменвокс
- Емилиян Бонев – бас
- Мартин Николов – бас
- Стойко Милев – бас
- Любомир Петков – клавишни
- Павлин Бъчваров – клавишни
- Атанас Касабов – барабани
- Валери Цаков - барабани
- Желяз Желязов – барабани